# Coppa Città di Genova
La Coppa Città di Genova fu un trofeo calcistico per squadre di club, istituito e disputato nei primi mesi del 1945 per sostituire il campionato italiano di calcio, interrotto a causa della seconda guerra mondiale.

## Torneo
Al torneo parteciparono, oltre al Genova 1893 e al Liguria, anche una squadra in rappresentanza della Marina Nazionale Repubblicana, rinforzata da alcuni elementi del Genova 1893 come Vittorio Sardelli e Pietro Sotgiu o altri professionisti come Lino Fregosi, una della Kriegsmarine, che tra le sue file aveva anche il nazionale Wilhelm Hahnemann ed una selezione che riuniva i giocatori di Sestrese e Rivarolese, ovvero l'Itala.
La coppa fu vinta dal Genova 1893 all'ultima giornata di campionato, il 25 marzo, che si aggiudicò lo scontro diretto con il Liguria, in quel momento in testa alla classifica con 13 punti e dunque sorpassato dai genovani in virtù di tale vittoria.
Nei confronti diretti, il Liguria coglieva un clamoroso successo per 7-0 all'andata e i rossoblù si prendevano la rivincita per 2-0 nella partita di ritorno, con due reti degli ex-liguriani Callegari e Zecca.

## Squadre partecipanti
| Club                          | Dettagli | Stagione precedente                     |
| ----------------------------- | -------- | --------------------------------------- |
| Genova 1893                   | dettagli | 5º nel Campionato Zona Piemonte-Liguria |
| Itala                         | dettagli | Esordiente                              |
| Kriegsmarine                  | dettagli | Esordiente                              |
| Liguria                       | dettagli | 4º nel Campionato Zona Piemonte-Liguria |
| Marina Nazionale Repubblicana | dettagli | Esordiente                              |

## Classifica finale
| Pos | Squadra                       | G | V | N | P | GF | GS | DG  | Pt |
| --- | ----------------------------- | - | - | - | - | -- | -- | --- | -- |
| 1   | Genova 1893                   | 8 | 7 | 0 | 1 | 25 | 11 | +14 | 14 |
| 2   | Liguria                       | 8 | 6 | 1 | 1 | 30 | 13 | +17 | 13 |
| 3   | Marina Nazionale Repubblicana | 8 | 3 | 2 | 3 | 17 | 19 | −2  | 8  |
| 4   | Itala                         | 8 | 1 | 1 | 6 | 12 | 26 | −14 | 3  |
| 5   | Kriegsmarine                  | 8 | 1 | 0 | 7 | 11 | 26 | −15 | 2  |